# Depresión momposina
La depresión momposina es un llanura aluvial de 24.650 km² que se encuentra al norte de Colombia, sobre los departamentos de Bolívar, Magdalena, Sucre, Córdoba y Cesar.

## Características geográficas
La depresión momposina se localiza entre la llanura Caribe, la serranía de San Jacinto (desde el Caño Constanza) y las estribaciones de las serranías de Ayapel, San Lucas y Perijá. El territorio es recorrido en su totalidad por el río Magdalena, donde desagüan los ríos Cauca, Cesar y San Jorge formando un conjuntos de vegas fértil con extensas ciénagas -temporales y permanentes- que en la épocas de las crecientes aumentan considerablemente su superficie.
El delta interior, formado por los numerosos afluentes del Magdalena, recibe gran cantidad de sedimentos de los Andes por medio de las aguas de inundación, estando la zona sometida a un constante proceso de hundimiento; en su morfología plana la alternancia de las crecientes hace que las ciénagas rebasen su nivel esparciendo las aguas o que los playones queden secos y puedan explotarse. Con una precipitación media anual de 2500 mm, su selva húmeda alberga fauna diversa: aves, peces, anfibios y reptiles.